# Zoubida El Bastali
Zoubida El Bastali (en arabe : زوبيدة البسطلي), née le 9 août 2002 à Casablanca (Maroc), est une footballeuse internationale marocaine qui joue au poste de milieu de terrain au Wydad AC.
Polyvalente, elle joue parfois au poste de défenseur central.

## Carrière en club

### Débuts et formation à l'AS FAR (2012-2018)
À l'instar de plusieurs jeunes filles, Zoubida El Bastali débute le football avec les garçons dans les rues de son quartier. Alors âgée de 10 ans, le premier club qu'elle fréquente est celui de Rahal situé dans l'ancienne médina de Casablanca. Son profil et ses qualités tapent dans l'œil des responsables de l'AS FAR, un des meilleurs clubs du pays qu'elle rejoint en 2014 et avec qui elle évolue jusqu'en 2018 pour parfaire sa formation.

### Expériences en Italie (2018-2021)
Après quatre saisons passées du côté de l'AS FAR, Zoubida El Bastali quitte son pays natal pour l'Italie où vit sa grande sœur et s'engage par la même occasion au SSD Napoli avec qui elle débute d'abord avec les jeunes puis avec l'équipe première qui évolue à cette période en Serie C (3e division).
Ne se contentant de jouer que des bouts de rencontres, elle est prêtée lors de l'inter-saison 2020 au club de ASDC Pomigliano, club de Serie B. Mais elle ne reste que quelques semaines et retourne au Napoli.
Parmi ses moments forts lors de son retour au club napolitain, la victoire contre Pontedera le 27 septembre 2020 à l'occasion de la 1re journée de Coupe d'Italie. Match durant lequel, Zoubida s'illustre en marquant le but victorieux de la rencontre dans les dernières minutes.
Bénéficiant de peu de temps de jeu, elle est prêtée en janvier 2021 au Roma Calcio Femminile (en) qui évolue en Serie B. Elle joue son premier match avec le club de la capitale le 7 février 2021 en entrant en jeu contre le Riozzese Como. Mais elle ne parvient pas non plus à s'imposer, ne disputant que 6 rencontres de championnat au total en débutant à chaque fois sur le banc,,,,.

### Retour au Maroc (2021-2023)
Après cette expérience en Italie, elle retourne dans son pays natal et s'engage avec le Chabab Mohammédia avec lequel elle reste une saison et termine 5ème du championnat de la saison 2021-2022. Elle rejoint par la suite le Wydad AC avec qui elle dispute 23 matchs de championnat et termine à la 5e place au classement de la D1. Mais elle ne prolonge pas avec le club casablancais et décide à l'intersaison 2023 de retenter une aventure à l'étranger, cette fois-ci au Kazakhstan par le biais du club FK Okjetpes.

### Découverte de la Ligue des champions avec le FK Okjetpes (2023)
Zoubida El Bastali débarque alors au FK Okjetpes vice-champion du Kazakhstan sortant. Le club est alors engagé pour la Ligue des champions UEFA 2023-2024 et affronte, dans le cadre du tour préliminaire, la Juventus, le 6 septembre 2023 à Francfort. Titulaire, la Marocaine fait alors ses premiers pas en C1 européenne. Mais son équipe s'incline lourdement sur le score de 6-0 et quitte la compétition dès le premier tour.

### Passage en Turquie à l'Ataşehir Belediyespor (2023-2024)
Après un court passage au Kazakhstan, El Bastali change de cap pour la Turquie en rejoignant le club de Ataşehir Belediyespor qui évolue dans l'élite (Super Ligue). Elle dispute son premier match sous ses nouvelles couleurs le 25 novembre 2023 en déplacement chez le Doğuş Gazantiep en étant titularisée par Levent Avci (Match nul 2-2). Puis elle inscrit son premier but avec l'Ataşehir le 19 décembre 2023 contre Trabzonspor.
Elle inscrit son 2e but de la saison avec le club turc, le 14 avril 2024 contre le Trabzonspor dans une rencontre qui voit son équipe s'imposer 2 buts à 1.

## Carrière internationale

### Maroc -17 ans
Alors qu'elle évolue à l'AS FAR, Zoubida El Bastali est convoquée en novembre 2017 par Lamia Boumehdi pour disputer les qualification de la Coupe du monde 2018. La sélection est opposée au premier tour à la Guinée équatoriale. Mais le Maroc remporte les matchs sur tapis vert en raison du forfait des Équato-guinéennes dans l'incapacité de se présenter. Les protégées de Boumehdi affrontent alors les Sud-africaines dans l'ultime tour. Mais les Marocaines se font sortir en s'inclinant lourdement au match aller (5-1) ainsi qu'au match retour à Salé (1-0).

### Maroc -20 ans
Zoubida El Bastali est sélectionnée pour disputer le Tournoi de l'UNAF qui se déroule à Tanger du 3 au 7 octobre 2019. Le Maroc s'adjuge le titre après avoir remporté l'ensemble des matchs. Zoubida contribue à l'obtention du trophée en marquant deux buts, un contre le Burkina Faso (victoire 2-1) et l'autre face à la Tunisie (victoire 2-0).
En novembre 2020, elle est de nouveau convoquée par Lamia Boumehdi pour prendre part à une double confrontation amicale à Accra contre le Ghana. Si la première manche est remportée par le Maroc (1-0), la deuxième voit les Lionnes s'incliner lourdement sur le score de 4-0. El Bastali participe au deuxième match.
Alors que le Maroc prépare les qualifications à la Coupe du monde 2022 de la catégorie, elle est sélectionnée par Patrick Cordoba pour participer à deux rencontres amicales à Yaoundé en juillet 2021. Le Maroc s'incline lors de la première manche, mais remporte la deuxième grâce notamment à un but d'El Bastali.
Le Maroc fait alors son entrée en lice dans les éliminatoires, face au Bénin le 25 septembre 2021 à Porto-Novo dans le cadre du match aller du deuxième tour. Titulaire, Zoubida participe à cette rencontre qui voit le Maroc l'emporter sur le score de 2-1. El Bastali est convoquée pour les matchs qui suivent mais ne fait pas d'entrée en jeu. Le Maroc se qualifie donc au tour suivant et affronte la Gambie et l'élimine. Qualifiées pour l'avant-dernier tour, les Marocaines se frottent aux Sénégalaises d'abord à Rabat dans un match qui se termine sur un score de parité (1-1) puis à Thiès en février 2022. Le match se retour se termine également sur le même score qu'à l'aller, mais les Marocaines se font éliminer lors de la séance de tirs au but.

### Équipe du Maroc B
Après avoir connu la sélection des -17 ans et -20 ans, Zoubida El Bastali est convoquée par Dimitri Lipoff pour disputer une double confrontation face à l'Islande les 22 et 25 septembre 2023 au Complexe Mohammed VI. Titularisée lors des deux rencontres, le premier match se termine sur une victoire islandaise 3-2 puis la deuxième sur un nul vierge .
Durant le mois d'avril 2025, elle est convoquée pour disputer un match amical contre l'équipe de Tunisie au Complexe Mohammed VI.

### Équipe du Maroc
Alors qu'elle évolue à Roma Calcio, Zoubida El Basti reçoit une première convocation par Lamia Boumehdi en novembre 2020 pour participer à un stage à Accra durant lequel l'équipe du Maroc affronte le Ghana. Bien qu'elle soit dans le groupe des seniors, elle n'a pas de temps de jeu lors de cette double confrontation,.
Près de 4 ans plus tard, elle est convoquée par Jorge Vilda pour prendre part à un stage et disputer deux matchs amicaux contre la Tanzanie et le Sénégal respectivement les 25 et 29 octobre 2024 au Stade Père-Jégo. Les Marocaines remportent les deux rencontres avec un score de 4-1 face aux Tanzaniennes et une large victoire face aux Sénégalaises, 7-0. Bien que sur le banc, elle n'entre en jeu dans aucune des rencontres,.
Jorge Vilda la convoque le mois suivant pour prendre part à deux matchs amicaux à Tétouan, contre le Botswana et le Mali. C'est durant donc cette trêve internationale, qu'elle fait ses débuts avec l'équipe A en étant titularisée face aux Botswanaises le 29 novembre 2024. 

## Palmarès
Équipe du Maroc des -20 ans
- Tournoi de l'UNAF
  -  Vainqueur : 2019.